# John Franklin
Pour les articles homonymes, voir Franklin.
John Franklin, né le 16 avril 1786 à Spilsby et mort le 11 juin 1847 sur l'île du Roi-Guillaume, est un explorateur britannique. Au cours de plusieurs expéditions, il a cartographié près des deux tiers de la côte nord de l'Amérique.

## Biographie

### Jeunesse et début de carrière
John Franklin nait en 1786 à Spilsby, dans le Lincolnshire, il suit les cours de la King Edward VI Grammar School à Louth. C'est le neuvième d'une famille nombreuse de 12 enfants. Une de ses sœurs est la mère d'Emily Tennyson. Le père de Franklin s'oppose d'abord à l'intérêt de son fils pour une carrière maritime. Mais son fils est déterminé et il finit par lui permettre de s'embarquer sur un navire marchand. La vocation de Franklin en sort renforcée et à l'âge de 14 ans son père l'autorise à s'engager dans la Royal Navy sur le HMS Polyphemus. À partir de cette date Franklin participe à des voyages restés célèbres et à des batailles navales. Il prend part à la bataille de Copenhague en 1801  puis à l'expédition dirigée par son oncle, le capitaine Matthew Flinders qui explore les côtes de l'Australie sur le HMS Investigator. De retour en Europe, il sert à bord du HMS Bellerophon au cours de la bataille de Trafalgar en 1805 et il participe aussi à la bataille de La Nouvelle-Orléans en 1814.

### Expédition de David Buchan (1818)
Sous la direction de David Buchan une expédition comprenant deux navires le Dorothea et le Trent est chargée de rechercher l'existence d'une mer libre de glace, la mer polaire ouverte, au pôle Nord. John Franklin, alors lieutenant, commande le Trent. Les deux navires sont bloqués par les glaces au nord-ouest du Spitzberg et doivent faire demi-tour après plusieurs semaines d'effort.

### Première expédition arctique (1819-1822)

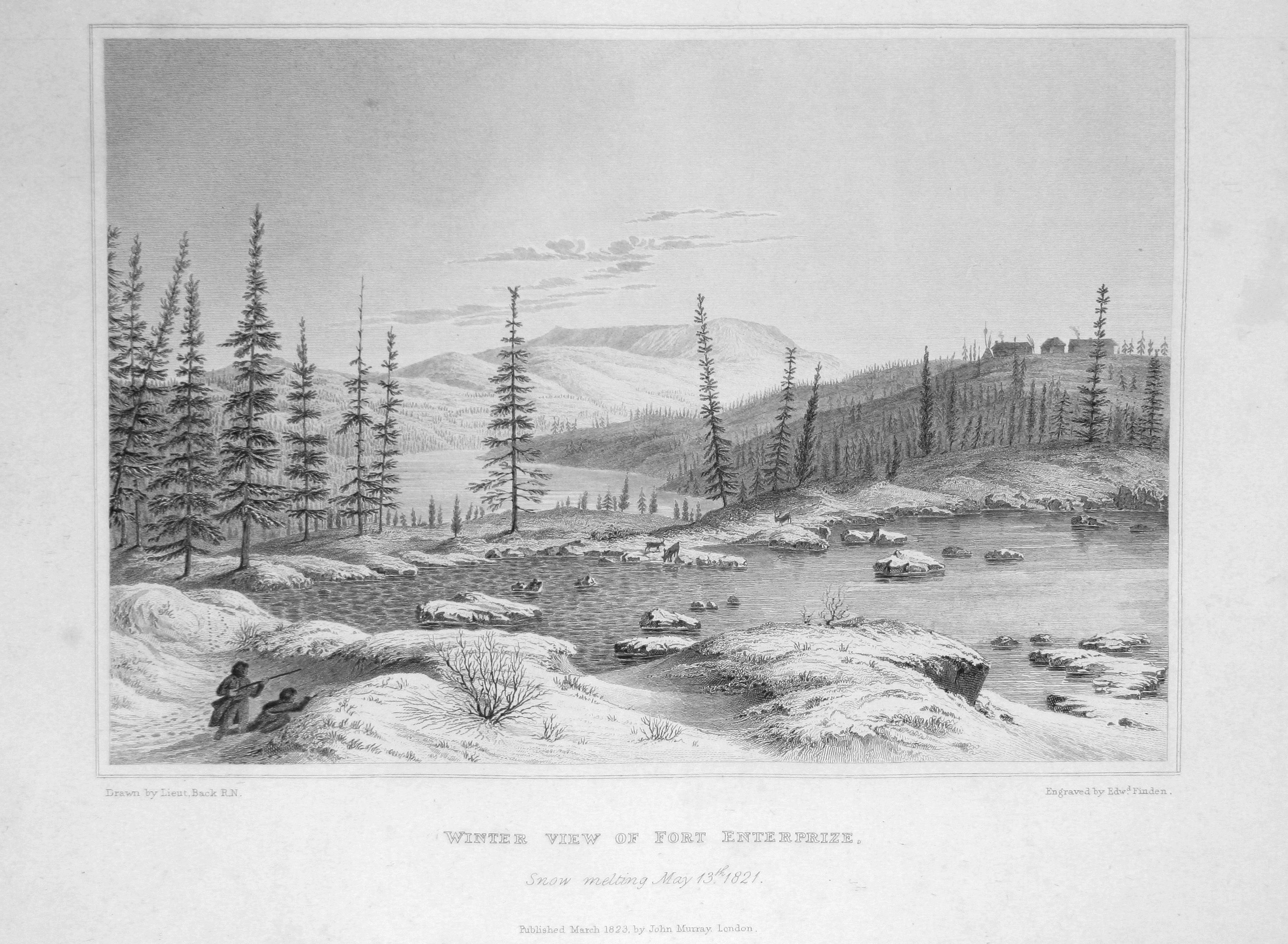
Planche extraite du compte-rendu de cette expédition.

L'expédition Coppermine de 1819-1822 est guidée par le métis et coureur des bois François Beaulieu. L'objet de cette expédition est d'explorer la côte nord du Canada en y accédant par la rivière Coppermine. Cette expédition britannique est organisée par la Royal Navy et fait partie de ses tentatives de découvrir et de cartographier le passage du Nord-Ouest. John Franklin a sous ses ordres George Back et John Richardson qui deviendront à leur tour des explorateurs polaires connus.

### Mariage puis seconde expédition arctique
En 1823, après son retour en Angleterre, Franklin épouse la poétesse Eleanor Anne Porden (en). Leur fille, Eleanor Isabella, nait l'année suivante. Sa femme meurt de tuberculose en 1825, peu de temps après avoir convaincu son mari de ne pas laisser sa mauvaise santé l'empêcher de partir pour une autre expédition dans l'Arctique. Cette expédition, un voyage le long du fleuve Mackenzie pour explorer les rives de la mer de Beaufort, est mieux préparée que la première.
Le 29 avril 1829, il est élevé au rang de chevalier par George IV. Le 5 novembre 1828, il épouse Jane Griffin, une amie de sa première femme et une grande voyageuse. Le 25 janvier 1836, il est fait chevalier commandeur de l'Ordre royal des Guelfes par Guillaume IV.

### Gouverneur de Tasmanie (1836-1843)
Il est gouverneur de Tasmanie de 1836 à 1843.

### Expédition à la recherche du passage du Nord-Ouest (1845-1847)
Le 19 mai 1845, Franklin et 134 hommes quittent l'Angleterre à bord des HMS Erebus et HMS Terror. Ces deux navires robustes disposent du matériel dernier cri : moteur à vapeur, chauffage, riche bibliothèque et vivres pour trois ans. Mais ces dernières ont été mises en conserve négligemment et s'avèrent contaminées par le plomb de soudure des couvercles. Après une erreur de navigation, il fait une escale à Whitefish Bay, au Groenland.
L'équipage doit hiverner sur la banquise à bord de ses navires et tente de survivre par la suite sur l'île du Roi-Guillaume. De nombreux hommes y périssent, dont Franklin, et le reste de l'équipage meurt en voulant revenir par le territoire canadien.
Trois années plus tard, l'amirauté lance les recherches avec forte récompense, en vain.
En 1869, après plusieurs années de recherches acharnées Charles Francis Hall découvre sur l'île du Roi-Guillaume le site où l'équipage de Franklin a perdu la vie. En interrogeant les habitants du territoire grâce à son interprète Tookolito, il apprend comment s'est déroulée la fin de l'expédition selon la tradition orale : les insulaires auraient refusé de partager leurs provisions avec les Européens en raison d'une pénurie généralisée. Ils auraient pillé les locaux et mangé leurs chiens. Certains hommes de Franklin auraient même mangé leurs propres compagnons.
Le 9 septembre 2014, le gouvernement canadien affirme qu'une expédition a localisé l'épave d'un des deux navires de l'expédition, et présente des images filmées par un robot sous-marin,.
Le 13 septembre 2016, le HMS Terror, second bateau de l'expédition, est retrouvé près de Gjoa Haven au Nunavut.

## Publications
Il est l'auteur de Narrative of a Journey to the Shores of the Polar Sea.

### Botanique
Une abréviation standard lui est attribuée. En effet, le botaniste John Richardson publia quelques descriptions de plantes dans Narrative of a Journey to the Shores of the Polar Sea dont Franklin est l'auteur principal.

## Dans la culture populaire
- Les Aventures du capitaine Hatteras, de Jules Verne, 1866
- Terreur, roman de Dan Simmons, 2007.
- The Terror (saison 1), série télévisée américaine d'anthologie créée par David Kajganich et Soo Hugh, 26 mars 2018.
- L'expérience des fantômes, de Fabrice Humbert, Gallimard, 2023.
- La découverte de la lenteur  de Sten Nadolny , [« Die Entdeckung der Langsamkeit »] 1983, trad. de Jean-Marie Argelès, Paris, Éditions Grasset et Fasquelle, coll. « Cahiers rouges », 1985, 359 p.  (ISBN 2-246-34061-6)
- Franklin - Les Prisonniers de l'Arctique, bande dessinée de Michel Durand, Glénat, 2022